# Hvidhovedet rynkenæb
Hvidhovedet rynkenæb (latin: Berenicornis comatus) er en næsehornsfugl, der lever på Malayahalvøen og Indonesien.